# Championnat d'Éthiopie de football 2023-2024
Navigation
Saison précédente Saison suivante
La saison 2023-2024 du Championnat d'Éthiopie de football est la soixante-dix-huitième édition de la première division en Éthiopie, la Premier League. Elle regroupe, sous forme d'une poule unique, seize équipes du pays qui se rencontrent deux fois au cours de la compétition, à domicile et à l'extérieur. À l'issue de la saison, les trois derniers du classement sont relégués et remplacés par les trois meilleurs clubs de deuxième division.

## Déroulement de la saison
La saison débute le 1er octobre 2023.
Le promu CBE SA remporte le championnat et son premier titre de champion d'Éthiopie.

## Les clubs participants
- Bahir Dar Kenema Football Club
- Ethiopian Coffee Sport Club
- Awassa City Football Club
- Fasil Kenema Sport Club
- Wolkite City Football Club
- Sidama Coffee FC
- Adama City Football Club
- Dire Dawa City FC
- Saint-George SC
- Hadiya Hossana FC
- Welayta Dicha FC
- Defence Force Sports Club
- Ethiopia Medhin FC
- Hambericho Durame - promu de D2
- Shashemene City - promu de D2
- CBE SA - promu de D2

## Compétition
Le barème de points servant à établir les classements se décompose ainsi :
- Victoire : 3 points
- Match nul : 1 point
- Défaite : 0 point

### Classement
| Rang | Équipe              | Pts | J  | G  | N  | P  | Bp | Bc | Diff |
| ---- | ------------------- | --- | -- | -- | -- | -- | -- | -- | ---- |
| 1    | CBE SA P            | 64  | 30 | 19 | 7  | 4  | 57 | 27 | +30  |
| 2    | Defence SC          | 63  | 30 | 19 | 6  | 5  | 47 | 27 | +20  |
| 3    | Ethiopian Coffee C  | 51  | 30 | 14 | 9  | 7  | 51 | 32 | +19  |
| 4    | Bahir Dar           | 50  | 30 | 13 | 11 | 6  | 36 | 26 | +10  |
| 5    | Saint-George SC T   | 48  | 30 | 13 | 9  | 8  | 43 | 26 | +17  |
| 6    | Fasil City          | 44  | 30 | 11 | 11 | 8  | 35 | 30 | +5   |
| 7    | Adama City FC       | 44  | 30 | 11 | 11 | 8  | 40 | 37 | +3   |
| 8    | Hadiya Hossana FC   | 41  | 30 | 9  | 14 | 7  | 30 | 25 | +5   |
| 9    | Awassa City FC      | 41  | 30 | 11 | 8  | 11 | 42 | 46 | -4   |
| 10   | Ethiopia Medhin FC  | 40  | 30 | 10 | 10 | 10 | 37 | 34 | +3   |
| 11   | Sidama Coffee FC    | 40  | 30 | 11 | 7  | 12 | 30 | 31 | -1   |
| 12   | Dire Dawa City FC   | 40  | 30 | 11 | 7  | 12 | 32 | 38 | -6   |
| 13   | Welayta Dicha FC    | 34  | 30 | 8  | 10 | 12 | 25 | 35 | -10  |
| 14   | Wolkite City FC     | 23  | 30 | 5  | 8  | 17 | 15 | 41 | -26  |
| 15   | Shashemene City P   | 17  | 30 | 3  | 8  | 19 | 22 | 42 | -20  |
| 16   | Hambericho Durame P | 9   | 30 | 1  | 6  | 23 | 12 | 57 | -45  |

|  | Qualification pour la Ligue des champions de la CAF 2024-2025                           |
|  | Qualification pour la Coupe de la confédération 2024-2025                               |
|  | Relégation directe en deuxième division                                                 |
|  | T : Tenant du titre C : Vainqueur de la Coupe d'Éthiopie P : Promu de deuxième division |

- Wolkite City FC ne sera finalement pas relégué, la fédération annonçant pour la prochaine saison la réintégration des clubs de Tigré exclus en 2020 à cause de la Guerre du Tigré[3].

## Bilan de la saison
| Championnat d'Éthiopie de football 2023-2024 |                    |
| Champion                                     | CBE SA (1er titre) |
| Coupes et trophées                           |                    |
| Vainqueur de la Coupe d'Éthiopie 2023-2024   | Ethiopian Coffee   |
| Qualifications continentales                 |                    |
| Ligue des champions de la CAF 2024-2025      | CBE SA             |
| Coupe de la confédération 2024-2025          | Ethiopian Coffee   |
| Promotions et relégations                    |                    |
| Promus en Premier League                     | EEPCO              |
| Promus en Premier League                     | Arba Minch City    |
| Relégués en Second League                    | Shashemene City    |
| Relégués en Second League                    | Hambericho Durame  |